# Ganirelix
Ganirelix acetate (hoặc diacetate), được bán dưới tên thương hiệu Orgalutran và Antagon trong số những loại khác, là một chất đối vận hormone giải phóng gonadotropin cạnh tranh (chất đối vận GnRH). Nó chủ yếu được sử dụng trong hỗ trợ sinh sản để kiểm soát rụng trứng. Thuốc hoạt động bằng cách ngăn chặn hoạt động của GnRH trên tuyến yên, do đó nhanh chóng ngăn chặn việc sản xuất và hành động của LH và FSH. Ganirelix được sử dụng trong điều trị sinh sản để ngăn ngừa rụng trứng sớm có thể dẫn đến việc thu hoạch trứng quá non để sử dụng trong các thủ tục như thụ tinh trong ống nghiệm.
Thuốc chủ vận GnRH đôi khi cũng được sử dụng trong liệu pháp sinh sản, cũng như để điều trị các rối loạn liên quan đến hormone giới tính-steroid, chẳng hạn như lạc nội mạc tử cung. Một lợi thế của việc sử dụng thuốc đối kháng GnRH là việc sử dụng lặp lại các chất chủ vận GnRH dẫn đến giảm mức độ của gonadotropin và steroid sinh dục do giải mẫn cảm của tuyến yên. Điều này tránh được khi sử dụng chất đối kháng GnRH như ganirelix. Thành công của ganirelix trong trị liệu sinh sản đã được chứng minh là tương đương với điều đó khi sử dụng chất chủ vận GnRH.

## Sử dụng trong y tế
Ganirelix được sử dụng như một loại thuốc điều trị sinh sản cho những người có buồng trứng. Cụ thể, nó được sử dụng để ngăn ngừa rụng trứng sớm ở những người có buồng trứng đang điều trị khả năng sinh sản liên quan đến quá kích buồng trứng khiến buồng trứng sản xuất nhiều trứng. Khi sự rụng trứng sớm như vậy xảy ra, trứng được phóng thích bởi buồng trứng có thể quá non để sử dụng trong thụ tinh trong ống nghiệm. Ganirelix ngăn chặn sự rụng trứng cho đến khi nó được kích hoạt bằng cách tiêm gonadotrophin màng đệm ở người (hCG).
Ganirelix được quản lý bằng cách tiêm dưới da 250   Một lần mỗi ngày trong giai đoạn giữa đến cuối nang của chu kỳ kinh nguyệt của bệnh nhân. Điều trị nên bắt đầu vào ngày thứ 5 hoặc thứ 6 sau khi bắt đầu kích thích buồng trứng và thời gian sử dụng trung bình là năm ngày. Tốt hơn là, tiêm dưới da được cung cấp ở chân trên, và bệnh nhân có thể được đào tạo để tự làm điều này. Tiếp tục sử dụng thuốc nên diễn ra cho đến khi bắt đầu sử dụng hCG. Quản lý hCG được bắt đầu khi một số lượng đủ các nang trứng đã phát triển do ảnh hưởng của hormone kích thích nang nội sinh và ngoại sinh.

## Chống chỉ định
Ganirelix không nên được sử dụng ở những phụ nữ đã mang thai và vì điều này, việc bắt đầu mang thai phải được loại trừ trước khi dùng. Phụ nữ sử dụng ganirelix không nên cho con bú, vì không biết liệu ganirelix có được bài tiết qua sữa mẹ hay không.

## Tác dụng phụ
Các nghiên cứu lâm sàng đã chỉ ra rằng tác dụng phụ phổ biến nhất là phản ứng nhẹ tại vị trí tiêm dưới dạng đỏ, và đôi khi sưng. Các nghiên cứu lâm sàng đã chỉ ra rằng, một giờ sau khi tiêm, tỷ lệ mắc ít nhất một phản ứng da cục bộ vừa hoặc nặng trên mỗi chu kỳ điều trị là 12% ở 4 bệnh nhân được điều trị bằng ganirelix và 25% ở những bệnh nhân được điều trị dưới da bằng chất chủ vận GnRH. Các phản ứng cục bộ thường biến mất trong vòng 4 giờ sau khi dùng. Các tác dụng phụ được báo cáo khác là một số được biết là có liên quan đến quá kích buồng trứng, bao gồm đau bụng phụ khoa, đau đầu, chảy máu âm đạo, buồn nôn và đau bụng đường tiêu hóa. Trong một số trường hợp hiếm gặp, ít hơn 1 người dùng trong 10.000, quá mẫn cảm với ganirelix có thể gây ra phản ứng phản vệ, rất có thể là do dị ứng.

### Dị tật bẩm sinh
Một phân tích tiếp theo về ganirelix được thực hiện bởi Chủ ủy quyền tiếp thị đã so sánh số lượng dị tật bẩm sinh giữa các cá nhân có mẹ được điều trị bằng ganirelix so với các cá nhân có mẹ được điều trị bằng chất chủ vận GnRH. Tổng số dị tật bẩm sinh ở nhóm ganirelix cao hơn so với nhóm chủ vận GnRH (7,6% so với 5,5%). Điều này nằm trong phạm vi cho tỷ lệ dị tật bẩm sinh bình thường và dữ liệu hiện tại không cho thấy ganirelix làm tăng tỷ lệ dị tật bẩm sinh hoặc dị thường. Không có sự khác biệt quan trọng về tần suất mang thai ngoài tử cung và sẩy thai được ghi nhận khi sử dụng ganirelix.

## Tương tác
Hiện tại, không có nghiên cứu nào được thực hiện để đánh giá khả năng tương tác thuốc - thuốc giữa ganirelix và các thuốc khác.

## Dược lý

### Dược lực học
Ganierlix là một peptide tổng hợp hoạt động như một chất đối kháng chống lại hormone giải phóng gonadotropin (GnRH) ("Ganirelix acetate," 2009). Ganirelix cạnh tranh ngăn chặn các thụ thể GnRH trên tuyến sinh dục tuyến yên, nhanh chóng dẫn đến sự ức chế bài tiết gonadotropin. Sự ức chế này dễ dàng được đảo ngược bằng cách ngừng sử dụng ganirelix. Ganirelix có ái lực gắn kết thụ thể cao hơn đáng kể (Kd = 0,4 nM) so với GnRH (Kd = 3,6 nM).

### Dược động học
Khi ganirelix được dùng cho những con cái trưởng thành khỏe mạnh, nồng độ trong huyết thanh ở trạng thái ổn định, trung bình, sau ba ngày ("tiêm Ganirelix acetate," 2009). Một nghiên cứu quản lý ganirelix cho những con cái trưởng thành khỏe mạnh (n = 15) cho thấy thời gian bán hủy trung bình (SD) (t1 / 2) là 16,2 (1,6) giờ, khối lượng phân phối / sinh khả dụng tuyệt đối (Vd / F) 76,5 (10,3) lít, nồng độ tối đa trong huyết thanh (Cmax) 11,2 (2,4) ng / mL và thời gian cho đến khi nồng độ tối đa (tmax) 1,1 (0,2) giờ. Một 250   Việc tiêm ganirelix của gangelix cho kết quả khả dụng sinh học tuyệt đối trung bình là 91,1%.

## Hóa học
Ganirelix có nguồn gốc từ GnRH, với sự thay thế amino acid được thực hiện tại các vị trí 1, 2, 3, 6, 8 và 10.

## Lịch sử
Ủy ban Châu Âu đã ủy quyền tiếp thị cho ganirelix trên toàn Liên minh Châu Âu cho NV Organon vào tháng 5 năm 2000.